# Delhaize Group
Delhaize Group este un retailer belgian cu sediul la Bruxelles care operează o rețea de supermarketuri în 10 țări mari de pe 3 continente.
Compania este cotată la bursa Euronext Brussels cu simbolul DELB și la New York Stock Exchange cu simbolul DEG.
In America, grupul Delhaize a achiziționat magazine sub numele “Food Lion”, similare cu cele achizitionate în România (Rețeaua de magazine “Mega Image”)

## Delhaize Group în România
Delhaize Group intrat pe piața din România în anul 2000, prin achiziția a 51% din acțiunile Mega Image, ulterior, pachetul de acțiuni majorându-se la 70%.
În iunie 2004, grupul a preluat integral rețeaua de magazine Mega Image.
În anul 2007, grupul a achiziționat, prin intermediul subsidiarei sale Mega Image, rețeaua de 14 supermarketuri La Fourmi din București, consolidându-și poziția pe piața Capitalei.
În iulie 2009, grupul Delhaize a achiziționat cele patru supermarketuri Prodas din București.
În iunie 2015 a fost anunțată achiziția Delhaize Group de către Royal Ahold.